# Rain on Your Parade (Nick Klyne)
Rain on Your Parade is een nummer van de Nederlandse zanger Nick Klyne uit 2020.
Het nummer kent een donker verhaal dat gaat over een slechte relatie waarin de ene partner eindelijk de moed vindt om de ander te confronteren. "Rain on Your Parade" bereikte de 2e positie in de Nederlandse Tipparade, desondanks werd het wel een radiohit.